# Resolució 3263 de l'Assemblea General de les Nacions Unides
La Resolució 3263 de l'Assemblea General de les Nacions Unides va ser aprovada el 9 de desembre de 1974 sense vots en contra, dues abstencions i vuit absències. La resolució recolza la iniciativa de convertir Orient Mitjà en una zona lliure d'armes nuclears.

## Antecedents
Egipte i l'Iran van plantejar la idea de convertir l'Orient Mitjà en una zona lliure d'armes nuclears. A principis de setembre de 1974, la Lliga Àrab va adoptar una resolució a aquest efecte. Amb això, aquests països van intentar oposar-se a Israel, que havia adquirit armes nuclears en la dècada de 1960, i era en aquell moment era l'única potència nuclear de la regió.
L'Organització de la Unitat Africana ja havia fixat el mateix objectiu per al continent africà el 1964, i Amèrica Llatina ja havia creat una zona lliure d'armes nuclears. El 1968, l'Assemblea General ja havia expressat l'esperança, a través de la Resolució 2373, que el major nombre possible de països donaria suport al Tractat de No Proliferació Nuclear.
Malgrat el gran suport, també dels països de la regió, a la zona lliure d'armes nuclears a l'Orient Mitjà, mai fou aplicada. Va haver-hi nítides contradiccions entre els països de la regió sobre les condicions i els passos a seguir. Per exemple, Israel la va unir a la pau duradora amb els seus veïns, mentre que els països àrabs es van oposar, i van pensar que la zona contribuiria a les relacions pacífiques.
Israel encara estava ampliant el seu arsenal, mentre que països com l'Iraq, Líbia, Síria i fins i tot l'Iran van crear programes nuclears secrets, encara que no van conduir a armes nuclears desplegables.
El 1990, Egipte va proposar convertir-lo en una zona lliure d'armes de destrucció massiva i, per tant, desterrar les armes químiques i biològiques.

## Contingut
Els proposants volien contribuir a la pau i la seguretat internacionals aportant estructures per prohibir les armes nuclears o limitar la seva propagació. L'establiment d'una zona lliure d'armes nuclears amb els sistemes de control necessaris contribuiria a aconseguir l'objectiu final de fer zones lliures d'armes nuclears arreu del món.
La gent també era conscient del pols polític que era l'Orient Mitjà i, per tant, intentava evitar que aquests països s'impliquessin en una carrera d'armes nuclears. També van donar la benvinguda a la idea de convertir la regió en una zona lliure d'armes nuclears. Calia que tots els països involucrats declaressin que no farien, provar ni comprar armes nuclears. Aquests països també van ser convidats a accedir al tractat de no proliferació.